# Киевский ремонтный завод «Ремдизель»
Киевский ремонтний завод «Ремдизель» (укр. Київський ремонтний завод «Ремдизель») — прекратившее деятельность промышленное предприятие военно-промышленного комплекса Украины в Подольском районе Киева, основным направлением деятельности которого являлся ремонт корабельных компрессоров и дизельных двигателей, а также производство запасных частей к ним.

## История
После провозглашения независимости Украины, завод был передан в ведение министерства обороны Украины.
В дальнейшем, в соответствии с государственным военным заказом, завод освоил выпуск офицерских морских кортиков для военно-морских сил Украины и наградных фондов вооружённых сил Украины.
Однако разрыв хозяйственных и кооперационных связей в результате распада единого экономического пространства СССР, сокращение государственных заказов и экономический кризис осложнили положение завода. С целью уменьшить расходы, часть заводской территории и производственных помещений предприятия были проданы ООО "Торговый Дом «Завод Ремдизель»", ещё часть - сдана в аренду.
К середине июля 2001 года общая площадь территории предприятия составляла 6,72 га.
Предполагалось, что повысить инвестиционную привлекательность завода поможет завершение строительства Подольского мостового перехода. В феврале 2007 года строительство потребовало перенести складские помещения предприятия на ул. Московскую, 32 (снос попавших в зону строительства перехода складских помещений и цехов завода общей площадью 3,1 тыс. м² начался летом 2008 года).
В январе 2008 года было объявлено о намерении построить к 2012 году на территории завода "Ремдизель" торгово-офисный комплекс "Одвічне сяйво" с привлечением российских инвесторов, под это строительство Киевский горсовет отвел земельный участок площадью 5,08 га, однако в начале 2009 года российская сторона покинула проект и строительство начато не было (в 2014 году выделенные под застройку 5 га территории предприятия вернули в коммунальную собственность).
7 декабря 2011 года в соответствии с решением хозяйственного суда Киева завод "Ремдизель" был признан банкротом, началась процедура его ликвидации.
В июле 2012 года по иску военной прокуратуры ранее заключённые сделки по продаже недвижимого имущества завода были признаны незаконными, и в ведение министерства обороны Украины были возвращены 7,4 тыс. м² зданий (складские помещения, здания кузнечно-термического цеха и административно-бытового комплекса) и 0,7 га территории предприятия.